# Jiří Sedláček (1967)
Jiří Sedláček (* 15. srpna 1967 Praha) je český herec.

## Život
Jiří Sedláček studoval herectví na hudebně-dramatickém oddělení Pražské konzervatoře. Již během studia hrál v několika televizních inscenacích a seriálech. Jeho první filmová role byl jeden z chovanců v psychologickém snímku Zámek nekonečno (1983).
Konzervatoř absolvoval v roce 1988 a získal angažmá v Městském divadle v Kolíně. Po krátkém působení v Divadle Antonína Dvořáka v Příbrami hrál v letech 1991–1995 v Klicperově divadle v Hradci Králové.
Od roku 1995 je Jiří Sedláček hercem na volné noze. Jako host vystupuje v Divadle Járy Cimrmana, Divadle ABC a dalších pražských scénách.
V Praze se také věnuje pořádání farmářských trhů, je zakladatelem Asociace farmářských tržišť.

## Filmové a televizní role
- Cesty domů (TV seriál, 2010)
- Kriminálka Anděl (TV seriál, 2008)
- Mach, Šebestová a kouzelné sluchátko (2001)
- Případy detektivní kanceláře Ostrozrak (TV seriál, 2000)
- Na lavici obžalovaných justice (TV seriál, 1998)
- Zdivočelá země (TV seriál, 1997)
- Žiletky (1994)
- Arabela se vrací aneb Rumburak králem Říše pohádek (TV seriál, 1993)
- Stalingrad (1993)
- Tichá bolest (1990)
- Dobrodružství kriminalistiky (TV seriál, 1989)
- Čekání na Patrika (1988)
- Synové a dcery Jakuba skláře (TV seriál, 1985)
- Zámek Nekonečno (1983)